# Pilea schlechteri
Pilea schlechteri är en nässelväxtart som beskrevs av H. Winkl.. Pilea schlechteri ingår i släktet pileor, och familjen nässelväxter. Inga underarter finns listade i Catalogue of Life.